# Shen (magia egizia)
Lo shen (altresì conosciuto come sheneu o shenu) è uno degli amuleti egizi più antichi, conosciuto anche nella Mesopotamia dove era considerato un simbolo magico associato alle divinità.
| V9 |

šnw, glifo indicante l'anello shen

Shen alla base della foglia di palma nelle mani del dio Huh

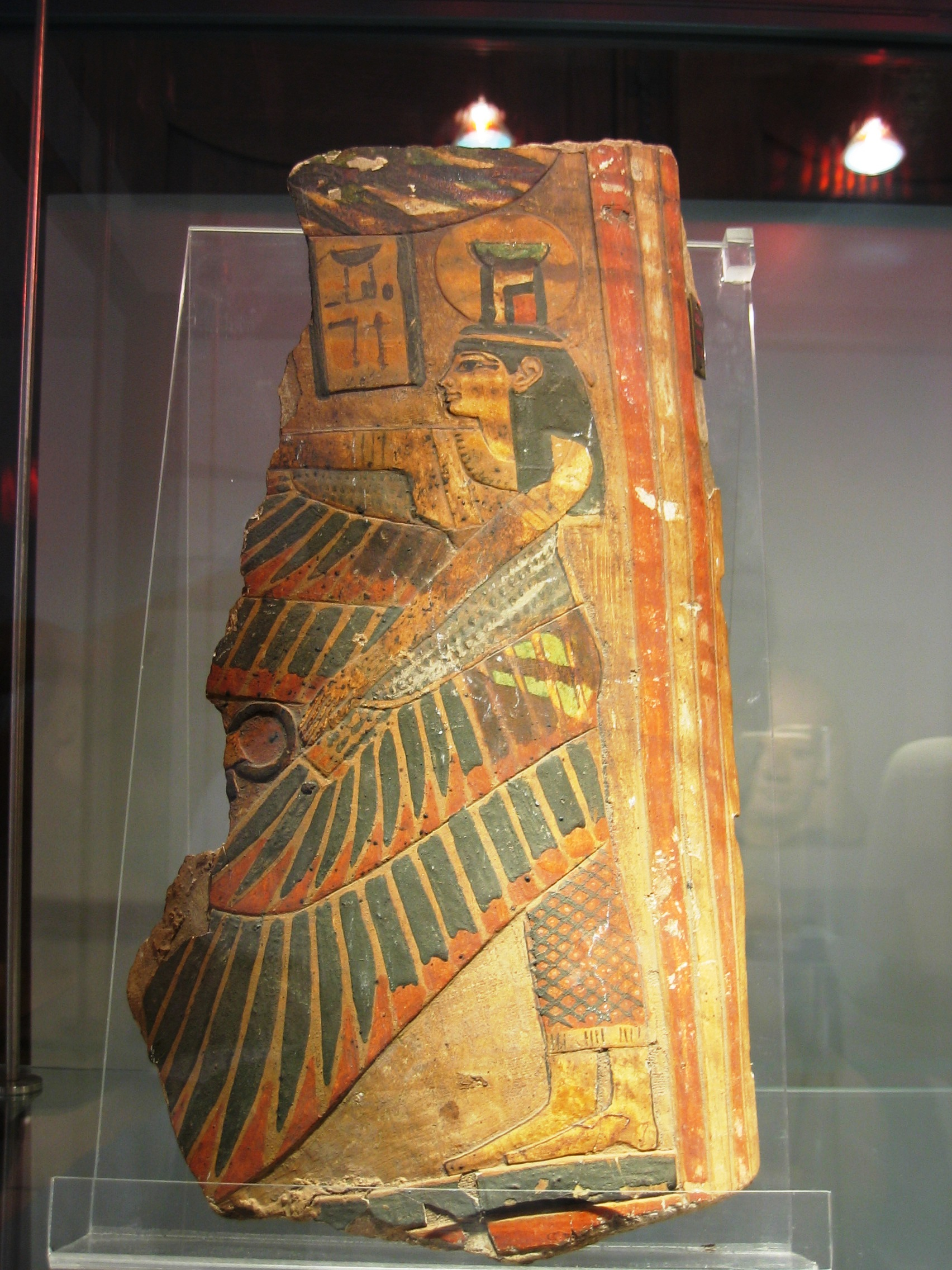
Shen tra le ali della dea Nefti

È rappresentato come una corda annodata e intrecciata in forma circolare, con una barretta tangente il bordo inferiore del cerchio.
I suoi significati sono estremamente complessi ma forse il più comune è quello che lo rappresenta come "anello di potere" perché gli Egizi vi identificarono il cerchio che circonda e definisce tutto ciò che esiste, ossia l'universo regolato da Maat. Di conseguenza, l'amuleto proteggeva da Caos e dalle forze dissocianti negative le persone vive e nel loro periglioso viaggio nel Duat, verso la rinascita e la vita eterna, i defunti.
Questo cerchio, senza principio e senza fine, rappresentava l'eternità intesa come incessante flusso del tempo e continua a
vivere tutt'oggi nella nostra cultura occidentale come anello matrimoniale.
Come tutti gli amuleti doveva essere "caricato" di energia specifica per sortire l'effetto a cui era destinato e nella tomba di Tutankhamon è rappresentata la dea Nefti mentre "magnetizza" lo shen.
Altre rappresentazioni le troviamo in monili, soprattutto  pettorali, nelle zampe del dio falco Horus e alla base della palma del dio dell'eternità Huh.
Una variante, tra le dottrine della cosmogonia egizia, indicava nella forma circolare dello shen, il sole sopra l'uovo cosmico e la barretta tangente era il luogo ove esso era posato, cioè la terra emergente dalle acque primordiali del Nun.

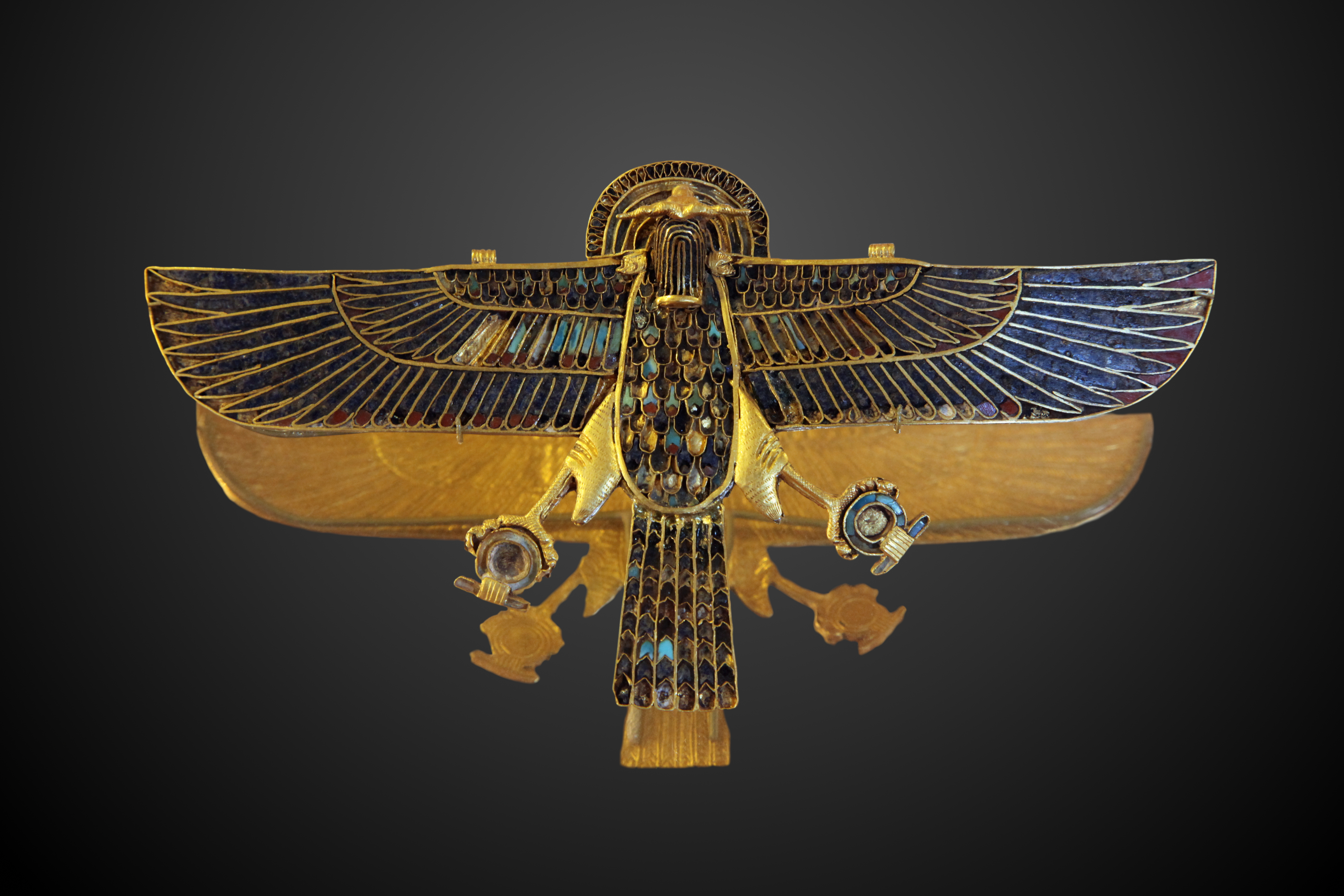
Falco dalla testa di ariete come amuleto con Shen tra le zampe, Museo del Louvre